# Michelle Johnson
Pour les articles homonymes, voir Johnson.
Michelle Johnson, née le 9 septembre 1965, est une actrice américaine.

## Biographie
Née en Alaska, Michelle Johnson s'installe ensuite avec ses parents à Phoenix (Arizona). Elle commence une carrière de mannequin mais c'est en tant qu'actrice qu'elle atteint la notoriété en 1984 : sans expérience de comédienne, elle est choisie parmi 300 postulantes pour tenir l'un des rôles principaux du film C'est la faute à Rio, le réalisateur Stanley Donen ayant apprécié son côté « extraverti ». Dans ce remake du film de Claude Berri Un moment d'égarement, elle interprète une jeune fille qui séduit un ami de son père. L'actrice débutante est remarquée à l'époque pour les nombreuses scènes dénudées prévues par son rôle. Elle est ensuite nommée pour recevoir le prix parodique de la « pire révélation » (Worst New Star) lors des Razzie Awards 1985. 
Michelle Johnson poursuit ensuite une carrière au cinéma et à la télévision, tenant entre autres un rôle récurrent durant une saison de la série La croisière s'amuse. Elle apparaît dans divers films d'horreur à petit budget, et tient des rôles secondaires dans des productions plus importantes. Elle est par ailleurs, de 1999 à 2002, mariée au joueur de base-ball Matt Williams. Elle cesse sa carrière d'actrice dans les années 2000.

## Filmographie partielle

### Cinéma
- 1984 : C'est la faute à Rio, de Stanley Donen : Jennifer Lyons
- 1986 : Gung Ho, du saké dans le moteur, de Ron Howard : Heather DiStefano
- 1987 : Falco Terror, de René Cardona Jr. : Vanessa Cartwright
- 1988 : Slipping Into Darkness , de Eleanor Gaver : Carlyle
- 1988 : Waxwork, de Anthony Hickox : China
- 1989 : The Jigsaw murders, de Jag Mundhra : Kathy DaVonzo
- 1990 : Wishful Thinking , de Murray Langston : Diane
- 1991 : Driving Me Crazy, de Jon Turteltaub : Ricki
- 1992 : La mort vous va si bien de Robert Zemeckis : Anna
- 1992 : Dr. Rictus, de Manny Coto : Tamara
- 1992 : Horizons lointains, de Ron Howard : Grace
- 1994 : Body Shot , de Dimitri Logothetis : Danielle Wilde / Chelsea Savage
- 1994 : Rêves interdits, de Andrew Stevens : Melinda Ryan
- 1995 : La donneuse , de Damian Lee : Dr Lucy Flynn
- 1996 : L'Ombre blanche, de John Gray : Jessica Cole
- 1996 : Specimen, de John Bradshaw : Sarah
- 1996 : Moving Target , de Damian Lee : Casey
- 1997 : Inner Action , de Damian Lee
- 2000 : Revenge , de Marc S. Grenier : Vicky Mayerson
- 2004 : Mickey, de Hugh Wilson : Patty Sinclair
- 2018 : Holiday Spectacular, de Shannon Flynn : Nellie (Eleanor Chambers)

### Télévision
- 1984 : Hôtel (série TV) (1 épisode) : Kelly Branden
- 1984-1985 : La croisière s'amuse (série TV) : Kim Carlisle
- 1985 : Dallas (série TV) (1 épisode) : Rhonda Cummings
- 1985 : Half Nelson (1 épisode) : Linda Sawyer
- 1987 : La Malédiction du loup-garou (série TV) (épisode pilote) : Kelly Nichols
- 1987 : Charles s'en charge (série TV) (1 épisode) : Joyce
- 1989 : Clair de lune (série TV) (2 épisodes) : Michelle Hunziger
- 1991 : Le crépuscule des vampires, de Jim McBride (Téléfilm) : Celia
- 1991 : Les Contes de la crypte (série TV) (saison 3, épisode Le sacre de la tronçonneuse) : Liz Kelly-Dixon
- 1992 : Arabesque (série TV) (2 épisodes) : Janet Fisk
- 1992 : Jusqu'à ce que le meurtre nous sépare, de Dick Lowry (Téléfilm) : Linda Broderick
- 1992 : Melrose Place (2 épisodes) : Perry Morgan
- 1994 : Herman's Head (1 épisode) : Aurora
- 1994 : Menendez: A Killing in Beverly Hills, de Larry Elikann (Téléfilm) : Lisa
- 1994 : Randonnée infernale, de John McPherson (Téléfilm) : Nathalie Harris
- 1996 : Au-delà du réel : L'aventure continue (saison 2, épisode 7 Anniversaire de mariage) : Ady Sutton
- 1998 : Dallas: War of the Ewings, de Michael Preece (Téléfilm) : Jennifer Jantzen

## Récompenses
- 1985 : Nommée aux Razzie Awards 1985 en tant que « Pire révélation ».